# Campeonato de Liechtenstein
El Campeonato de Liechtenstein fue la liga de fútbol más importante de Liechtenstein entre 1934 y 1938.

## Historia
La liga fue creada en 1934 por la Asociación de Fútbol de Liechtenstein antes de la Segunda Guerra Mundial, aunque el primer campeonato fue organizado en 1932 y contó con la participación de los equipos FC Balzers, FC Vaduz, FC Schaan y FC Triesen, donde el FC Vaduz se proclamó ganador la vencer al FC Balzers en la final, aunque este campeonato no fuera reconocido como oficial.
Fue en 1934 que se realizó el primer torneo de fútbol oficial en Liechtenstein, donde el FC Triesen fue el campeón en un sistema de competencia que incluía a los campeones regionales.
En 1935 se incluyó un sistema de liga en el que participaron 3 equipos en donde el FC Triesen fue el ganador por encima del FC Balzers y el FC Vaduz. En 1936 participaron solamente dos equipos, el FC Triesen y el FC Vaduz, donde este último ganó la final.
Para la temporada 1937 el campeón fue el FC Triesen luego de que fue el único equipo que se inscribió para la temporada y para 1938 la liga fue cancelada a causa de la Segunda Guerra Mundial. 
No se volvió a disputar la liga tras el término de la Segunda Guerra Mundial y la Asociación de Fútbol de Liechtenstein determinó que la Copa de Liechtenstein iba a ser reconocida como el torneo de fútbol más importante de Liechtenstein y sus equipos participarían dentro del sistema de liga de Suiza.

## Lista de Campeones
- 1934 - FC Triesen
- 1935 - FC Triesen
- 1936 - FC Vaduz
- 1937 - FC Triesen

## Títulos por Equipo
| Club       | Títulos | Años campeón     |
| ---------- | ------- | ---------------- |
| FC Triesen | 3       | 1934, 1935, 1937 |
| FC Vaduz   | 1       | 1936             |